# 紫红假龙胆
紫红假龙胆（学名：Gentianella arenaria）为龙胆科假龙胆属下的一个种。

## 扩展阅读
- 維基物種上的相關：紫红假龙胆